# مونتو بکاریا
مونتو بکاریا (به ایتالیایی: Montù Beccaria) یک کومونه در ایتالیا است که در استان پاویا واقع شده‌است. مونتو بکاریا ۱۵٫۶ کیلومترمربع مساحت و ۱٬۷۳۶ نفر جمعیت دارد و ۲۸۰ متر بالاتر از سطح دریا واقع شده.